# NGC 6792
NGC 6792 é uma galáxia espiral barrada (SBb) localizada na direcção da constelação de Lyra. Possui uma declinação de +43° 07' 56" e uma ascensão recta de 19 horas, 20 minutos e 57,3 segundos.